# سیدی وست
سیدی وست (انگلیسی: Sadie West؛ زاده ۱۳ مارس ۱۹۸۸) بازیگر پورنوگرافی اهل ایالات متحده آمریکا است.